# Xian de Nanzheng
Le xian de Nanzheng (南郑县 ; pinyin : Nánzhèng Xiàn) est un district administratif de la province du Shaanxi en Chine. Il est placé sous la juridiction de la ville-préfecture de Hanzhong.

## Démographie
La population du district était de 526 062 habitants en 1999.